# Поздняково (Таруський район)
Поздняково (рос. Поздняково) — присілок в Таруському районі Калузької області Російської Федерації.
Населення становить 8 осіб. Входить до складу муніципального утворення Село Роща.

## Історія
Від 2004 року входить до складу муніципального утворення Село Роща

## Населення
| 2002 | 2010 |
| ---- | ---- |
| 11   | ↘8   |